# Frederik Møller (pianofabrikant)
 Der er flere personer med dette navn, se Frederik Møller.
Frederik Albert August Møller (født 10. april 1839 i København, død 22. december 1917 sammesteds) var en dansk pianofabrikant, direktør for Hornung & Møller, bror til Conrad Møller og far til Knud Møller.
Han var søn af Hans Peter Møller og Nicoline født Randbøll. Møller tog præliminæreksamen fra Melchiors Borgerskole, uddannede sig som snedker og instrumentmager og indtrådte efter faderens død 1859 som leder af Hornung & Møllers pianofortefabrik, hvilket først skete på moderens vegne, og fra 1869 for egen regning. 1862 blev han udnævnt til hofpianofortefabrikant.
Virksomheden voksede støt, og det var Frederik Møller, som i 1871 stod for flytningen til det dehnske palæ i Bredgade, hvor virksomheden fik både hovedsæde og fabrik (senere flyttede fabriksdelen til Blegdamsvej). I 1878 indtrådte broderen Conrad i ledelsen, og i 1907 blev virksomheden omdannet til et aktieselskab.
Frederik Møller havde en lang række tillidsposter: Han var 1868-74 medlem af Industriforeningens bestyrelse og repræsentantskab, 1875-83 medlem af Københavns Borgerrepræsentation. Hans standsfæller valgte ham 1895 til formand i Dansk Pianofabrikantforening, hvilket han var indtil 1898. Hans tilknytning til musiklivet gjorde ham til næstformand i Koncertforeningen, ligesom han sad i bestyrelsen for Pensions- og understøttelsesforeningen for danske musiklærere og musiklærerinder.
I perioden 1882-85 var han desuden formand for repræsentantskabet i Arbejdernes Byggeforening, hvor han havde siddet i repræsentantskabet siden 1875. 29. juli 1896 blev han Ridder af Dannebrog.
Han blev gift 15. juni 1865 i Garnisons Kirke med Ida Alvine Schmidt (29. juni 1841 i København – 18. november 1921 sst.), datter af handelsfuldmægtig, senere grosserer Peter Nørskou Schmidt (1812-1883) og Ida Alvine von Bargen (1819-1841). 
Møller boede i Rosenvænget (Rosenvængets Tværvej 5). Han er begravet på Garnisons Kirkegård.
Der findes fotografier, bl.a. fra et ophold i Paris i 1860'erne af Ferdinand Mulnier.